# Kira Walkenhorst
Kira Walkenhorst (Essen, 18 de novembro de 1990) é uma jogadora de voleibol de praia alemã.
Em parceria com Laura Ludwig obteve a medalha de ouro nos Jogos Olímpicos de 2016 ao vencer na partida final a dupla brasileira  Ágatha Bednarczuk e Bárbara Seixas.
Ao lado de Laura Ludwig conquistou a medalha de ouro na edição do FIVB World Tour Finals de 2017 disputada em Hamburgo.